# Martes de carnaval (Cézanne)
Martes de carnaval es una pintura al óleo sobre lienzo realizada por Paul Cézanne en 1888 y que actualmente se expone en el Museo Pushkin de Moscú. Cézanne usó dos modelos para crear esta obra: a su hijo Paul para el arlequín y a Louis Guillaume, un amigo suyo, para el otro personaje.
Con esta obra, el pintor francés se anticipaba a Picasso, artista cuyos arlequines son de manos muy grandes y que se inspiró en Cézanne y en obras como esta.